# Zatypota
Zatypota (лат.) — род мелких перепончатокрылых наездников подсемейства Pimplinae (=Ephialtinae, триба Ephialtini) из семейства Ichneumonidae (Hymenoptera).

## Распространение
Встречаются повсеместно. В Европе 8 видов.

## Описание
Мелкого и среднего размера перепончатокрылые насекомые. Длина переднего крыла около 1 см. Паразитирует на пауках, главным образом на представителях семейства Theridiidae, а также на Araneidae, Linyphiidae и Dictynidae. Личинки наездника развиваются в яйцевых коконах пауков. Zatypota sulcata Matsumoto, 2010 в Японии ассоциирован с пауками Linyphiidae, Zatypota picticollis (Thomson, 1888) в Европе ассоциирован с пауками Araneidae, а вид Zatypota anomala (Holmgren, 1860) в Голарктике ассоциирован с пауками Dictynidae, олигофаг Zatypota kauros в Австралии ассоциирован с пауками двух семейств (Theridiidae и Araneidae). Шесть из восьми европейских видов (Zatypota percontatoria  (Müller, 1776), Zatypota bohemani  (Holmgren, 1860), Zatypota discolor  (Holmgren, 1860), Zatypota kerstinae Fritzén, 2010, Zatypota albicoxa (Walker, 1874), и Zatypota flamma Fritzén, 2014) ассоциированы только с пауками из семейства Theridiidae. Zatypota percontatoria, Zatypota bohemani, Zatypota discolor и Zatypota kerstinae ассоциированы с пауками рода Theridion, или близких к нему родов (например, Phylloneta, Neottiura). Два других европейских вида (Zatypota albicoxa и Zatypota flamma) ассоциированы с пауками с родом Parasteatoda. Два вида Zatypota (Zatypota anomala и Zatypota picticollis), распространённых в Европе ассоциированы с пауками из других семейств пауков (не из Theridiidae).
- Zatypota maculata откладывает яйца на паука
- Zatypota anomala
- Zatypota albicoxa

## Классификация
Включает около 50 видов.
- Zatypota albicoxa (Walker, 1874)
- Zatypota alborhombarta (Davis, 1895)
- Zatypota anomala (Holmgren, 1860)
- Zatypota arizonica Townes, 1960
- Zatypota baragi Matsumoto, 2010
- Zatypota bayamensis Fernandez, 2007
- Zatypota bingili Gauld, 1984
- Zatypota bohemani (Holmgren, 1860)
- Zatypota brachycera Matsumoto, 2010
- Zatypota capicola Benoit, 1959
- Zatypota celer Gauld, 1984
- Zatypota chryssophaga Matsumoto, 2010
- Zatypota cingulata Townes, 1960
- Zatypota crassipes Townes, 1960
- Zatypota dandiensis Gauld, 1984
- Zatypota dendrobia Matsumoto, 2010
- Zatypota dichroa (Marshall, 1892)
- Zatypota discolor (Holmgren, 1860)
- Zatypota elegans Matsumoto, 2010
- Zatypota exilis Townes, 1960
- Zatypota favosa Townes, 1960
- Zatypota fonsecai Gauld, 1991
- Zatypota grachilipes Uchida & Momoi
- Zatypota gracilipes Uchida & Momoi, 1958
- Zatypota inexpectata (Seyrig, 1932)
- Zatypota kauros Gauld, 1984
- Zatypota kerstinae Fritzen
- Zatypota luteipes Townes, 1960
- Zatypota maculata Matsumoto & Takasuka, 2010
- Zatypota medranoi Gauld, 1991
- Zatypota mongolica Sedivy, 1971
- Zatypota morsei Gauld, 1991
- Zatypota pallipes Schmiedeknecht, 1888
- Zatypota patellata Townes, 1960
- Zatypota percontatoria (Müller, 1776)
- Zatypota petronae Gauld, 1991
- Zatypota phraxos Gauld, 1984
- Zatypota picticollis (Thomson, 1888)
- Zatypota prima Benoit, 1953
- Zatypota rennefer Gauld, 1984
- Zatypota riverai Gauld, 1991
- Zatypota solanoi Gauld, 1991
- Zatypota stellata Gauld, 1984
- Zatypota sulcata Matsumoto, 2010
- Zatypota takayu Matsumoto & Takasuka, 2010
- Zatypota talamancae Gauld, Ugalde & Hanson, 1998
- Zatypota velata Gauld, 1984
- Zatypota walleyi Townes, 1960
- Zatypota yambar Matsumoto, 2010